# Női labdarúgó-világbajnokság
A női labdarúgó-világbajnokság elismerten a legfontosabb nemzetközi rendezvény a női labdarúgásban, melyet a FIFA-tag női nemzeti labdarúgó csapatok között játszanak. Négyévenként versenyeznek, az első női labdarúgó-világbajnokságot 1991-ben tartották meg, 61 évvel az első férfi labdarúgó-világbajnokság után, ami az 1930-as torna volt. A jelenlegi formátumban 32 csapat versenyez minden negyedik évben a trófea elnyeréséért.

## Története
A torna eredeti ötlete João Havelange FIFA elnöké volt. Az első női labdarúgó-világbajnokságot megelőzően 1988. június 1. – június 22. között a FIFA kezdeményezésére a Kínai labdarúgó-szövetség Kuangtung tartomány fővárosában Kantonban egy 12 csapatos (három négyes csoport) meghívásos torna keretében lejátszotta a minta világbajnokságot. A világbajnokságot megelőző években 1978 – 1987 között háromévente Tajvani labdarúgó-szövetség meghívásos formában rendezett nemzetközi női labdarúgó tornát. 1981–1988 között az Olasz labdarúgó-szövetség meghívásos rendszerben rendezte a Mundialitót (a kis világbajnokságot). 1984-től ez volt a legrangosabb női labdarúgó torna. 1991-től a női labdarúgó-világbajnokság lett a legrangosabb nő labdarúgó torna. 1994-től az évente megrendezésre kerülő Algarve-kupa további lehetőséget biztosít a nemzetközi női labdarúgó-válogatottak felkészüléséhez. A nemzeti válogatottak következő rangos tornája az 1996. évi nyári olimpiai játékokon első alkalommal lehetőséget kapott torna lett.
A felavató torna házigazdája Kína volt, tizenkettő csapat részvételével. Az 1995-ös női labdarúgó-világbajnokságot Svédország rendezte tizenkét csapattal. 660,000 volt a nézőszám az 1999-es női labdarúgó-világbajnokságon az Amerikai Egyesült Államokban, és hetven országból közel egymillió néző látta a tizenhat ország versenyzését a címért.
Az Egyesült Államok négyszer, a Németország kétszer nyerte meg a bajnokságot, Norvégia pedig egyszer. Az Egyesült Államok nyerte a legutóbbi, 2019-es tornát.
Az 1999-es kiírásban a torna egyik leghíresebb momentuma az amerikai védő Brandi Chastain ünneplése volt, miután belőtte a győzelmet jelentő találatot a 11-es párbajban Kína ellen. Levette a mezét, és megforgatta azt a feje felett (ahogy a férfiak gyakran csinálják), megmutatva az izmos felsőtestét és a melltartóját, miközben ünnepelt. Az 1999-es döntőt a Rose Bowlban, a kaliforniai Pasadenában tartották 90,185 néző előtt, ami világrekord a női sportesemények között.
Az 1999-es és 2003-as női labdarúgó-világbajnokságot az Egyesült Államok rendezte; 2003-ban Kína lett volna a házigazda, de a tornát átköltöztették a súlyos akut légúti szindróma miatt. Kárpótlásként Kína megtarthatta az automatikus részvételét a 2003-as tornán, és rendező nemzete lett a 2007-es női labdarúgó-világbajnokságnak. A házigazda országot a 2011-es női labdarúgó-világbajnokságra 2007 novemberében döntik el.
A 2007-es Világbajnokságon Kínában az USA csapatkapitánya, Kristine Lilly az ötödik világbajnokságán vett részt, amellyel az első nő lett, és egyike annak a három játékosnak a sportág addigi történelmében, amely öt világbajnokságon szerepelt. A 2019-es tornán a brazil Formiga hetedik világbajnokságán szerepelt és 41 évesen a tornák történetének legidősebb játékosa lett. Hét vb-szereplésével is abszolút csúcstartó, őt megelőzően a japán Szava Homare szerepelt hat világbajnokságon.

## Formátuma
A résztvevők a regionális szövetségükön, az óceániai (OFC), az európai (UEFA), az Észak-amerikai, Közép-amerikai és karib-térségi (CONCACAF), a Dél-amerikai (CONMEBOL), az ázsiai (AFC) és az afrikai (CAF) szövetségen keresztül kvalifikálják magukat.
A rendezvény egy hónapon át tart. A csoportkörben 24 csapatot hat csoportba sorsolják, majd mindegyik megmérkőzik egymással körmérkőzés formájában. Miután Németország megverte Argentínát 11–0-ra a 2007-es világbajnokság nyitómérkőzésén, a FIFA-elnök Sepp Blatter belátta azt, hogy az egyoldalú mérkőzés "nem jó a játék számára", és volt valami, amit a FIFA fontolóra vett, hogy talán a csoportmérkőzéses szakaszt kiterjeszti 24 csapatosra.
Az egyenes kieséses szakaszba az első két helyezett és a négy legjobb harmadik jut tovább csapat, ahonnan egyenes kieséses rendszerben játszik, hosszabbítás és büntetőpárbaj használatával, hogy eldöntsék a győztest, ha szükséges.

## Tornák
| Év   | Rendező              | Döntő              | Döntő                   | Döntő              | Bronzmérkőzés      | Bronzmérkőzés       | Bronzmérkőzés   |
| Év   | Rendező              | Győztes            | Eredmény                | Ezüstérmes         | Bronzérmes         | Eredmény            | 4. helyezett    |
| ---- | -------------------- | ------------------ | ----------------------- | ------------------ | ------------------ | ------------------- | --------------- |
| 1991 | Kína                 | · Egyesült Államok | 2–1                     | · Norvégia         | · Svédország       | 4–0                 | · Németország   |
| 1995 | Svédország           | · Norvégia         | 2–0                     | · Németország      | · Egyesült Államok | 2–0                 | · Kína          |
| 1999 | Egyesült Államok     | · Egyesült Államok | 0–0 (h.u.) (t. 5–4)     | · Kína             | · Brazília         | 0–0 (h.u.) (t. 5–4) | · Norvégia      |
| 2003 | Egyesült Államok     | · Németország      | 2–1 (h.u., aranygóllal) | · Svédország       | · Egyesült Államok | 3–1                 | · Kanada        |
| 2007 | Kína                 | · Németország      | 2–0                     | · Brazília         | · Egyesült Államok | 4–1                 | · Norvégia      |
| 2011 | Németország          | · Japán            | 2–2 (h.u.) (t. 3–1)     | · Egyesült Államok | · Svédország       | 2–1                 | · Franciaország |
| 2015 | Kanada               | · Egyesült Államok | 5–2                     | · Japán            | · Anglia           | 1–0 (h.u.)          | · Németország   |
| 2019 | Franciaország        | · Egyesült Államok | 2–0                     | · Hollandia        | · Svédország       | 2–1                 | · Anglia        |
| 2023 | Ausztrália/Új-Zéland | · Spanyolország    | 1–0                     | · Anglia           | · Svédország       | 2–0                 | · Ausztrália    |
| 2027 | Brazília             |                    | –                       |                    |                    | –                   |                 |

## Örökmérleg
| Csapat           | Győzelmek                  | 2. helyezések | 3. helyezések              | 4. helyezések  |
| ---------------- | -------------------------- | ------------- | -------------------------- | -------------- |
| Egyesült Államok | 4 (1991, 1999, 2015, 2019) | 1 (2011)      | 3 (1995, 2003, 2007)       | -              |
| Németország      | 2 (2003, 2007)             | 1 (1995)      | -                          | 2 (1991, 2015) |
| Norvégia         | 1 (1995)                   | 1 (1991)      | -                          | 2 (1999, 2007) |
| Japán            | 1 (2011)                   | 1 (2015)      | -                          | -              |
| Spanyolország    | 1 (2023)                   | -             | -                          | -              |
| Anglia           | -                          | 1 (2023)      | 1 (2015)                   | 1 (2019)       |
| Svédország       | -                          | 1 (2003)      | 4 (1991, 2011, 2019, 2023) | -              |
| Brazília         | -                          | 1 (2007)      | 1 (1999)                   | -              |
| Kína             | -                          | 1 (1999)      | -                          | 1 (1995)       |
| Hollandia        | -                          | 1 (2019)      | -                          | -              |
| Kanada           | -                          | -             | -                          | 1 (2003)       |
| Franciaország    | -                          | -             | -                          | 1 (2011)       |
| Ausztrália       | -                          | -             | -                          | 1 (2023)       |

## Díjak

### Aranylabda
| World Cup                 | Aranylabda     | Ezüstlabda        | Bronzlabda          |
| ------------------------- | -------------- | ----------------- | ------------------- |
| 1991 Kína                 | Carin Jennings | Michelle Akers    | Linda Medalen       |
| 1995 Svédország           | Hege Riise     | Gro Espeseth      | Ann Kristin Aarønes |
| 1999 Egyesült Államok     | Szun Ven       | Sissi             | Michelle Akers      |
| 2003 Egyesült Államok     | Birgit Prinz   | Victoria Svensson | Maren Meinert       |
| 2007 Kína                 | Marta          | Birgit Prinz      | Cristiane           |
| 2011 Németország          | Szava Homare   | Abby Wambach      | Hope Solo           |
| 2015 Kanada               | Carli Lloyd    | Amandine Henry    | Mijama Aja          |
| 2019 Franciaország        | Megan Rapinoe  | Lucy Bronze       | Rose Lavelle        |
| 2023 Ausztrália/Új-Zéland | Aitana Bonmatí | Jennifer Hermoso  | Amanda Ilestedt     |

### Aranycipő
| Világbajnokság            | Aranycipő           | Gólok | Ezüstcipő           | Gólok | Bronzcipő                    | Gólok |
| ------------------------- | ------------------- | ----- | ------------------- | ----- | ---------------------------- | ----- |
| 1991 Kína                 | Michelle Akers      | 10    | Heidi Mohr          | 7     | Linda Medalen Carin Jennings | 6     |
| 1995 Svédország           | Ann Kristin Aarønes | 6     | Hege Riise          | 5     | Shi Guihong                  | 3     |
| 1999 USA                  | Szun Wen Sissi      | 7     | Ann Kristin Aarønes | 4     |                              |       |
| 2003 USA                  | Birgit Prinz        | 7     | Maren Meinert       | 4     | Kátia                        | 4     |
| 2007 Kína                 | Marta               | 7     | Abby Wambach        | 6     | Ragnhild Gulbrandsen         | 6     |
| 2011 Németország          | Szava Homare        | 5     | Marta               | 4     | Abby Wambach                 | 4     |
| 2015 Kanada               | Célia Šašić         | 6     | Carli Lloyd         | 6     | Anja Mittag                  | 5     |
| 2019 Franciaország        | Megan Rapinoe       | 6     | Alex Morgan         | 6     | Ellen White                  | 6     |
| 2023 Ausztrália/Új-Zéland | Mijazava Hinata     | 5     | Kadidiatou Diani    | 4     | Alexandra Popp               | 4     |

### Aranykesztyű
| World Cup                 | BG / Golden Glove Award |
| ------------------------- | ----------------------- |
| 1999 USA                  | Gao Hong Briana Scurry  |
| 2003 USA                  | Silke Rottenberg        |
| 2007 Kína                 | Nadine Angerer          |
| 2011 Németország          | Hope Solo               |
| 2015 Kanada               | Hope Solo               |
| 2019 Franciaország        | Sari van Veenendaal     |
| 2023 Ausztrália/Új-Zéland | Mary Earps              |

### Fair Play csapat
| Világbajnokság            | Fair Play díjas |
| ------------------------- | --------------- |
| 1991 Kína                 | Németország     |
| 1995 Svédország           | Svédország      |
| 1999 USA                  | Kína            |
| 2003 USA                  | Kína            |
| 2007 Kína                 | Norvégia        |
| 2011 Németország          | Japán           |
| 2015 Kanada               | Franciaország   |
| 2019 Franciaország        | Franciaország   |
| 2023 Ausztrália/Új-Zéland | Japán           |

## Rekordok és statisztikák

### Összesített góllövőlista
| # | Játékos             | Világbajnokság | Világbajnokság | Világbajnokság | Világbajnokság | Világbajnokság | Világbajnokság | Világbajnokság | Világbajnokság | Világbajnokság | Összesen |
| # | Játékos             | '91            | '95            | '99            | '03            | '07            | '11            | '15            | '19            | '23            | Összesen |
| - | ------------------- | -------------- | -------------- | -------------- | -------------- | -------------- | -------------- | -------------- | -------------- | -------------- | -------- |
| 1 | Marta               |                |                |                | 3              | 7              | 4              | 1              | 2              | 0              | 17       |
| 2 | Birgit Prinz        |                | 1              | 1              | 7              | 5              | 0              |                |                |                | 14       |
| 2 | Abby Wambach        |                |                |                | 3              | 6              | 4              | 1              |                |                | 14       |
| 4 | Michelle Akers      | 10             | 0              | 2              |                |                |                |                |                |                | 12       |
| 5 | Cristiane           |                |                |                | 0              | 5              | 2              | 0              | 4              |                | 11       |
| 5 | Szun Ven            | 1              | 2              | 7              | 1              |                |                |                |                |                | 11       |
| 5 | Bettina Wiegmann    | 3              | 3              | 3              | 2              |                |                |                |                |                | 11       |
| 8 | Ann Kristin Aarønes |                | 6              | 4              |                |                |                |                |                |                | 10       |
| 8 | Carli Lloyd         |                |                |                |                | 0              | 1              | 6              | 3              |                | 10       |
| 8 | Heidi Mohr          | 7              | 3              |                |                |                |                |                |                |                | 10       |
| 8 | Christine Sinclair  |                |                |                | 3              | 3              | 1              | 2              | 1              | 0              | 10       |

### Legtöbb részvétel (játékosok)
| #                  | Játékos                                | Részvétel                                    |
| ------------------ | -------------------------------------- | -------------------------------------------- |
| 1                  | Formiga                                | 7 (1995, 1999, 2003, 2007, 2011, 2015, 2019) |
| 2                  |                                        |                                              |
| Marta              | 6 (2003, 2007, 2011, 2015, 2019, 2023) |                                              |
| Szava Homare       | 6 (1995, 1999, 2003, 2007, 2011, 2015) |                                              |
| Christine Sinclair | 6 (2003, 2007, 2011, 2015, 2019, 2023) |                                              |
| 3                  | Kristine Lilly                         | 5 (1991, 1995, 1999, 2003, 2007)             |
| 3                  | Bente Nordby                           | 5 (1991*, 1995, 1999, 2003, 2007)            |
| 3                  | Birgit Prinz                           | 5 (1995, 1999, 2003, 2007, 2011)             |
| 3                  | Christie Rampone                       | 5 (1999, 2003, 2007, 2011, 2015)             |
| 3                  | Karina LeBlanc                         | 5 (1999*, 2003, 2007*, 2011, 2015*)          |
| 3                  | Nadine Angerer                         | 5 (1999*, 2003*, 2007, 2011, 2015)           |
| 3                  | Cristiane                              | 5 (2003, 2007, 2011, 2015, 2019)             |
| 3                  | Onome Ebi                              | 5 (2003, 2007, 2011, 2015, 2019)             |

*Nem játszott, de a keret tagja volt.

### Világbajnok csapat- és szövetségi kapitányok
| Év   | Csapatkapitány   | Szövetségi kapitány | Csapat           |
| ---- | ---------------- | ------------------- | ---------------- |
| 1991 | April Heinrichs  | Anson Dorrance      | Egyesült Államok |
| 1995 | Heidi Støre      | Even Pellerud       | Norvégia         |
| 1999 | Carla Overbeck   | Tony DiCicco        | Egyesült Államok |
| 2003 | Bettina Wiegmann | Tina Theune-Meyer   | Németország      |
| 2007 | Birgit Prinz     | Silvia Neid         | Németország      |
| 2011 | Szava Homare     | Szaszaki Norio      | Japán            |
| 2015 | Christie Rampone | Jillian Ellis       | Egyesült Államok |
| 2019 | Megan Rapinoe    | Jillian Ellis       | Egyesült Államok |
| 2023 | Ivana Andrés     | Jorge Vilda         | Spanyolország    |